# Liste des guerres de la France
Cette liste regroupe les guerres et conflits ayant vu la participation de la France sous ses différentes entités de 486 (chute du royaume gallo-romain de Soissons) à aujourd'hui. Ne sont pas listées les guerres de religion en France ni les différentes révolutions, insurrections ou soulèvements.
Voici une légende facilitant la lecture de l'issue des guerres ci-dessous :
- Victoire française
- Défaite française
- Autre résultat (par exemple un traité ou une paix sans un résultat clair, un statu quo ante bellum, un résultat inconnu ou indécis)
- Conflit en cours

## 486 – 987:royaume des Francs

### 486 – 751: Mérovingiens
| Début | Fin | Nom du conflit                     | Belligérants                                                                     | Belligérants                       | Lieu                                 | Issue |
| Début | Fin | Nom du conflit                     | Alliés (y compris le regnum Francorum)                                           | Ennemis                            | Lieu                                 | Issue |
| ----- | --- | ---------------------------------- | -------------------------------------------------------------------------------- | ---------------------------------- | ------------------------------------ | --- |
| 486   | 508 | Campagnes de Clovis Ier            | Royaume franc                                                                    | Domaine gallo-romain de Soissons   | près de Soissons (Aisne, France)     | Victoire franque |
| 486   | 508 | Campagnes de Clovis Ier            | Royaume franc                                                                    | Royaume alaman                     | Zülpich, près de Cologne (Allemagne) | Victoire franque |
| 486   | 508 | Campagnes de Clovis Ier            | Royaume franc                                                                    | Royaume des Burgondes              | près de Dijon (France)               | Victoire franque |
| 486   | 508 | Campagnes de Clovis Ier            | Royaume franc                                                                    | Royaume wisigoth                   | Vouillé, Vienne (France)             | Victoire franque |
| 486   | 508 | Campagnes de Clovis Ier            | Royaume franc                                                                    | Royaume ostrogoth Royaume wisigoth | Arles, Bouches-du-Rhône (France)     | Victoire des Ostrogoths et des Wisigoths |
| 523   | 533 | Guerre de Burgondie                | Royaume franc                                                                    | Royaume des Burgondes              | près de Vézeronce, Arles (France)    | Victoire franque |
| 531   | 531 | Conquête de la Thuringe            | Royaume franc                                                                    | Thuringes                          | Thuringe                             | Victoire franque, conquête d'une partie de la Thuringe (autour des sources de la Weser) |
| 535   | 553 | Guerre des Goths                   | Royaume ostrogoth Soutenu par : Alamans Royaume franc Royaume wisigoth Burgondes | Empire byzantin (romain d'Orient)  | Péninsule italienne                  | Victoire byzantine |
| 536   | 536 | Conquête de l'Alémanie             | Royaume franc                                                                    | Alamans                            | Alémanie                             | Victoire franque, conquête de l'Alémanie (Sud du Land de Bade-Wurtemberg actuel) |
| 555   | 555 | Conquête de la Bavière             | Royaume franc                                                                    | Bavarii                            | Bavière                              | Victoire franque, conquête de la Bavière, qui sera dorénavant dirigée par une lignée de princes francs, jusqu'à annexion par Charlemagne en 794 à la mort de Tassilon, le dernier d'entre eux |
| 560   | 578 | Campagnes de Bretagne              | Royaume franc                                                                    | Royaume du Vannetais               | Vannetais (Morbihan)                 | Victoire du roi Waroch |
| 584   | 585 | Guerre de succession mérovingienne | Royaume franc                                                                    | Royaume d'Aquitaine                | Comminges (Haute-Garonne)            | Victoire franque Traité d'Andelot (587) |
| 600   | 793 | Guerre franco-frisonne             | Royaume franc                                                                    | Royaume de Frise                   | Pays-Bas et Allemagne                | Victoire franque |
| 715   | 719 | Guerre civile des Francs           | Neustrie                                                                         | Austrasie                          | Royaume franc                        | Victoire de Charles Martel |
| 719   | 759 | Invasion omeyyade en France        | Royaume franc                                                                    | Califat omeyyade                   | Royaume d'Aquitaine, Septimanie      | Victoire franque |

### 751 – 987: Carolingiens
| Début | Fin  | Nom du conflit                                 | Belligérants                           | Belligérants                           | Lieu                                                | Issue |
| Début | Fin  | Nom du conflit                                 | Alliés (y compris le regnum Francorum) | Ennemis                                | Lieu                                                | Issue |
| ----- | ---- | ---------------------------------------------- | -------------------------------------- | -------------------------------------- | --------------------------------------------------- | --- |
| 755   | 758  | Guerre des Lombards                            | Royaume franc                          | Lombards                               | Lombardie (Italie)                                  | Victoire franque Traité de Quierzy : création et pérennisation des états pontificaux Restitution de l'exarchat de Ravenne                                                  |
| 761   | 768  | Guerre d'Aquitaine                             | Royaume franc                          | Aquitains                              | Vasconie Aquitaine                                  | Victoire franque Soumission de l'Aquitaine et de la Vasconie |
| 772   | 804  | Guerre des Saxons                              | Royaume franc                          | Saxons                                 | Germanie (Allemagne)                                | Victoire franque Annexion à l'Empire |
| 773   | 774  | Guerre des Lombards                            | Royaume franc                          | Lombards                               | Lombardie (Italie)                                  | Victoire franque Annexion à l'Empire |
| 791   | 805  | Guerre des Avars                               | Royaume franc                          | Avars                                  | Pannonie                                            | Victoire franque Pax Nicéphori Destruction du Ring Annexion à l'Empire |
| 798   | 990  | Invasions sarrasines en Provence               | Royaume de France Comté de Provence    | Sarrasins[Lesquels ?]                  | Provence                                            | Victoire franque |
| 830   | 842  | Guerre civile entre les fils de Louis le Pieux | Francie occidentale Francie orientale  | Francie médiane                        | Fontenoy (Yonne)                                    | Victoire de Charles II le Chauve Traité de Verdun (843) |
| 843   | 851  | Guerre franco-bretonne                         | Royaume franc                          | Royaume de Bretagne Vikings            | Royaume de Bretagne                                 | Traité d'Angers (851) : Victoire d'Erispoë reconnu « 1er roi de Bretagne » par Charles le Chauve. Traité de Louviers (856)                                                 |
| 876   | 946  | Luttes inter-dynastiques carolingiennes        | Francie occidentale Francie orientale  | Royaume de Bourgogne Francie orientale | Ardennes, Saône-et-Loire, Rhénanie-Palatinat, Aisne | Victoire française Traité de Ribemont (880) : alliance des co-rois des Francs, traité de Bonn (921)                                                                        |
| 799   | 1014 | Invasions vikings en France                    | Royaume franc                          | Vikings                                | Normandie, Bretagne                                 | Traité de Saint-Clair-sur-Epte (911) : Statu quo ante bellum Charles le Simple cède le duché de Normandie au chef normand Rollon et les raids vikings cessent jusqu'en 926 |

## 987 – 1792:royaume de France

### 1589 – 1792: Bourbon

#### 1595 – 1643: sous Henri IV et Louis XIII
| Début | Fin  | Nom du conflit                                              | Belligérants | Belligérants | Lieu                                | Issue                                                              |
| Début | Fin  | Nom du conflit                                              | Alliés (y compris la France) | Ennemis | Lieu                                | Issue                                                              |
| ----- | ---- | ----------------------------------------------------------- | --- | --- | ----------------------------------- | ------------------------------------------------------------------ |
| 1595  | 1598 | Guerre franco-espagnole                                     | Royaume de France Royaume d'Angleterre Provinces-Unies | Monarchie espagnole | Flandre, Picardie, Bretagne         | Victoire française Paix de Vervins                                 |
| 1600  | 1601 | Guerre franco-savoyarde                                     | Royaume de France | Duché de Savoie | Savoie                              | Victoire française Traité de Lyon                                  |
| 1609  | 1614 | Guerre de Succession de Juliers                             | Royaume de France Provinces-Unies Royaume d'Angleterre Marche de Brandebourg Duché de Palatinat-Neubourg Union protestante | Saint-Empire Principauté de Strasbourg Ligue catholique | Allemagne                           | Traité de Xanten                                                   |
| 1618  | 1648 | Guerre de Trente Ans Guerre de Dix Ans Guerre des faucheurs | Royaume de France Royaume de Suède Royaume de Bohême Danemark-Norvège (de 1625 à 1629) Provinces-Unies Électorat de Saxe Palatinat du Rhin Brandebourg-Prusse Royaume de Hongrie Zaporogue Union protestante (de 1618 à 1621) | Saint-Empire Monarchie espagnole Royaume de Portugal Archiduché d'Autriche Électorat de Bavière Ligue catholique Royaume de Hongrie Royaume de Croatie Danemark-Norvège (de 1643 à 1645) | Europe                              | Victoire de la France et de ses alliés Traité de Westphalie (1648) |
| 1624  | 1625 | Guerre d'Italie (1624-1625)                                 | Royaume de France République de Venise Provinces-Unies | Saint-Empire Monarchie espagnole République de Gênes Duché de Savoie | Savoie, Lombardie, Piémont, Ligurie | Conquête de la Savoie par la France                                |
| 1628  | 1631 | Guerre de Succession de Mantoue                             | Royaume de France République de Venise Provinces-Unies | Saint-Empire Monarchie espagnole République de Gênes Duché de Savoie | Savoie, Lombardie, Piémont, Ligurie | Traité de Cherasco victoire française                              |
| 1635  | 1659 | Guerre franco-espagnole                                     | Royaume de France | Monarchie espagnole | France, Espagne                     | Victoire française Traité des Pyrénées                             |

#### 1643 – 1715: sous Louis XIV
| Début             | Fin            | Nom du conflit                                           | Belligérants                                                                                                   | Belligérants | Lieu                             | Issue                                                                       |
| Début             | Fin            | Nom du conflit                                           | Alliés (y compris la France)                                                                                   | Ennemis | Lieu                             | Issue                                                                       |
| ----------------- | -------------- | -------------------------------------------------------- | --- | --- | -------------------------------- | --------------------------------------------------------------------------- |
| 1663              | 1664           | Quatrième guerre austro-turque (Expédition de Djidjelli) | Ligue du Rhin : Archiduché d'Autriche Saint-Empire Royaume de France                                           | Empire ottoman | Hongrie                          | Victoire des alliés Paix de Vasvár (1664)                                   |
| 24 mai 1667       | 4 mai 1668     | Guerre de Dévolution                                     | Royaume de France                                                                                              | Monarchie espagnole Royaume d'Angleterre Provinces-Unies Royaume de Suède | Pays-Bas espagnols Franche-Comté | Victoire française Traité d'Aix-la-Chapelle (1668)                          |
| 1672              | 1678           | Guerre de Hollande                                       | Royaume de France Royaume d'Angleterre Royaume de Suède Électorat de Cologne Principauté épiscopale de Münster | Provinces-Unies Saint-Empire Archiduché d'Autriche Monarchie espagnole Marche de Brandebourg Danemark-Norvège                                                                                         | Pays-Bas                         | Victoire française Traité de Nimègue (1678) Traité de Westminster (1674)    |
| 1681              | 1685           | Guerre franco-tripolitaine                               | Royaume de France                                                                                              | Régence de Tripoli Tunisie | Maghreb                          | Victoire française                                                          |
| 26 octobre 1683   | 15 août 1684   | Guerre des Réunions                                      | Royaume de France                                                                                              | Monarchie espagnole | Pays-Bas espagnols               | Victoire française Trêve de Ratisbonne                                      |
| 24 septembre 1688 | septembre 1697 | Guerre de la Ligue d'Augsbourg (Guerre de Neuf Ans)      | Royaume de France Jacobites Empire ottoman                                                                     | Ligue d'Augsbourg : Provinces-Unies Royaume d'Angleterre Saint-Empire Archiduché d'Autriche Duché de Savoie Monarchie espagnole Royaume de Suède (jusqu'en 1691) Royaume de Portugal Royaume d'Écosse | Europe, Amérique du Nord, Asie   | Victoire française Traités de Ryswick                                       |
| 1701              | 1714           | Guerre de Succession d'Espagne                           | Royaume de France Royaume de Castille et León Électorat de Bavière Électorat de Cologne                        | Saint-Empire Archiduché d'Autriche Royaume de Grande-Bretagne Royaume de Prusse Duché de Savoie Provinces-Unies Royaume de Portugal Royaume d'Aragon Camisards                                        | Europe                           | Traité d’Utrecht (1713)                                                     |
| 1711              | 1716           | Première guerre des Renards                              | Royaume de France                                                                                              | Mesquakies | Amérique du Nord                 | Victoire française, paix relative entre le royaume de France et les Renards |

#### 1715 – 1774: sous Louis XV
| Début            | Fin             | Nom du conflit                  | Belligérants | Belligérants | Lieu                               | Issue |
| Début            | Fin             | Nom du conflit                  | Alliés (y compris la France) | Ennemis | Lieu                               | Issue |
| ---------------- | --------------- | ------------------------------- | --- | --- | ---------------------------------- | --- |
| 1718             | 1720            | Guerre de la Quadruple-Alliance | Quadruple-Alliance : Royaume de France Saint-Empire Archiduché d'Autriche Royaume de Grande-Bretagne Provinces-Unies Duché de Savoie                                                                   | Royaume d'Espagne | Italie                             | Victoire de la Quadruple-Alliance Paix de La Haye                                                                                     |
| 1728             | 1733            | Seconde guerre des Renards      | Royaume de France | Mesquakies | Amérique du Nord                   | Victoire Française |
| 1733             | 1738            | Guerre de Succession de Pologne | Partisans de Stanislas Leszczyński : Royaume de France Royaume d'Espagne Royaume de Sardaigne | Partisans d'Auguste III : Empire russe Archiduché d'Autriche Électorat de Saxe | Pologne, Rhénanie,nord de l'Italie | Victoire française et espagnole en Europe de l'ouest Échec en Pologne Traité de Vienne (1738)                                         |
| 16 décembre 1740 | 18 octobre 1748 | Guerre de Succession d'Autriche | Royaume de France Royaume de Prusse Royaume d'Espagne Électorat de Bavière (de 1741 à 1745) Royaume des Deux-Siciles Royaume de Suède République de Gênes Électorat de Saxe (de 1741 à 1742) Jacobites | Monarchie de Habsbourg Royaume de Grande-Bretagne Électorat de Bavière (de 1745 à 1748) Provinces-Unies Électorat de Brunswick-Lunebourg Électorat de Saxe (de 1743 à 1745) Royaume de Sardaigne Empire russe | Amérique, Europe, Indes orientales | Traité d’Aix-la-Chapelle (1748) |
| 29 août 1756     | 1763            | Guerre de Sept Ans              | Royaume de France Saint-Empire Archiduché d'Autriche Empire russe Royaume de Suède Royaume d'Espagne Électorat de Saxe République des Deux Nations Duché de Wurtemberg Royaume de Naples               | Royaume de Prusse Royaume de Grande-Bretagne Royaume de Portugal Landgraviat de Hesse-Cassel Électorat de Brunswick-Lunebourg                                                                                 | Amérique, Europe, Indes orientales | Traité de Paris (1763) : Victoire du royaume de Grande-Bretagne et de ses alliés Perte de la Nouvelle-France + Traité de Hubertsbourg |

#### 1774 – 1792: sous Louis XVI
| Début | Fin  | Nom du conflit                       | Belligérants | Belligérants | Lieu                               | Issue |
| Début | Fin  | Nom du conflit                       | Alliés (y compris la France) | Ennemis | Lieu                               | Issue |
| ----- | ---- | ------------------------------------ | --- | --- | ---------------------------------- | --- |
| 1775  | 1783 | Guerre d'indépendance des États-Unis | Treize colonies États-Unis Royaume de France Royaume d'Espagne Provinces-Unies République du Vermont Onneiouts Tuscarora Catawba Lenapes Royaume de Mysore | Royaume de Grande-Bretagne Landgraviat de Hesse-Cassel Brunswick-Lunebourg Principauté de Waldeck-Pyrmont Cayugas Mohawks Onondagas Tsonnontouans Cherokees | Amérique, Europe, Indes orientales | Traité de Paris, Traité de Versailles (1783) : Victoire des États-Unis et de leurs alliés Indépendance des États-Unis |

## 1792 – 1804:Première République

### 1789 – 1799: Révolution française
| Début           | Fin               | Nom du conflit                                                     | Belligérants | Belligérants | Lieu | Issue |
| Début           | Fin               | Nom du conflit                                                     | Alliés (y compris la France) | Ennemis | Lieu | Issue |
| --------------- | ----------------- | ------------------------------------------------------------------ | --- | --- | --- | --- |
| 22 août 1791    | 1er janvier 1804  | Révolution haïtienne                                               | Royaume de France puis République française                                                                                                  | Esclaves noirs insurgés royalistes Royaume de Grande-Bretagne Royaume d'Espagne Royalistes français Rebelles Haïtiens | Haïti | Victoire haïtienne Indépendance de Haïti |
| 20 avril 1792   | 17 octobre 1797   | Guerre de la première coalition Batailles de la Première Coalition | Royaume de France puis République française République batave (depuis 1795) Les Irlandais Unis (depuis 1796) Royaume d'Espagne (depuis 1796) | Première Coalition : Saint-Empire Archiduché d'Autriche Royaume de Prusse Royaume de Grande-Bretagne Royaume de Naples Royaume de Sicile Royaume de Sardaigne Empire russe Provinces-Unies (jusqu'en 1795) Grand-duché de Toscane Duché de Modène Duché de Parme Royaume d'Espagne (jusqu'en 1796) Royalistes français : Vendéens Chouans Armée des princes Royalistes français Fédéralistes français | France, Belgique, Suisse, Italie, Espagne, Allemagne, Irlande Océan Atlantique, Mer du Nord, Mer Méditerranée | Victoire française Traité de Campo-Formio Échec de l’Expédition d'Irlande de 1796 Abolition de la Monarchie et proclamation de la République française |
| 7 mars 1793     | 22 juillet 1795   | Guerre du Roussillon                                               | République française | Royaume d'Espagne Royaume de Portugal Royalistes français | Roussillon, frontière franco-espagnole                                                                        | Victoire Traité de Bâle (1795) |
| 28 janvier 1798 | 17 mai 1798       | Invasions françaises de la Suisse (1798)                           | République française | Confédération suisse (« Confédération des XIII cantons ») | Diocèse de Bâle, canton de Vaud, canton de Berne                                                              | Victoire |
| 7 juillet 1798  | 30 septembre 1800 | Quasi-guerre                                                       | République française | États-Unis | Côtes atlantiques d'Amérique du Nord, Antilles, mer des Caraïbes.                                             | Victoire Traité de Mortefontaine les Etats-Unis vont rester neutre durant les prochaines guerres                                                       |
| 12 octobre 1798 | 5 décembre 1798   | Guerre des Paysans (1798)                                          | République française | Paysans contre-révolutionnaires | Départements réunis (Flandre, province de Liège, Luxembourg)                                                  | Victoire |

### 1799 – 1804:Consulat
| Début       | Fin         | Nom du conflit                                                     | Belligérants | Belligérants | Lieu                                                         | Issue                                                                                        |
| Début       | Fin         | Nom du conflit                                                     | Alliés (y compris la France) | Ennemis | Lieu                                                         | Issue                                                                                        |
| ----------- | ----------- | ------------------------------------------------------------------ | --- | --- | ------------------------------------------------------------ | -------------------------------------------------------------------------------------------- |
| 1798        | 1802        | Guerre de la deuxième coalition Batailles de la Deuxième Coalition | République française République batave République helvétique République cisalpine République romaine République cisrhénane République ligurienne République parthénopéenne Les Irlandais Unis Danemark-Norvège Royaume d'Espagne | Deuxième Coalition : Saint-Empire Archiduché d'Autriche Royaume de Grande-Bretagne Empire russe Armée des émigrés Royaume de Naples Royaume de Sicile Royaume de Sardaigne Royaume de Suède Empire ottoman | France, Italie, Allemagne, Pays-Bas, Suisse, Irlande, Égypte | Victoire française Traité de Lunéville Paix d'Amiens Échec de l’Expédition d'Irlande de 1798 |
| 20 mai 1801 | 9 juin 1801 | Guerre des Oranges                                                 | République française Royaume d'Espagne | Royaume de Portugal | Péninsule ibérique et Amérique du Sud                        | Victoire française Traité de Badajoz                                                         |

## 1804 – 1814:Premier EmpireetCent-Jours(1815)
| Début           | Fin             | Nom du conflit                                                                                      | Belligérants | Belligérants | Lieu                                                                                      | Issue                                                                      |
| Début           | Fin             | Nom du conflit                                                                                      | Alliés (y compris la France) | Ennemis | Lieu                                                                                      | Issue                                                                      |
| --------------- | --------------- | --------------------------------------------------------------------------------------------------- | --- | --- | ----------------------------------------------------------------------------------------- | -------------------------------------------------------------------------- |
| Février 1805    | Avril 1805      | Siège de Saint-Domingue (en)                                                                        | Empire français | Premier Empire d'Haïti | Saint-Domingue                                                                            | Victoire française retrait haïtien de Saint-Domingue                       |
| 11 avril 1805   | 18 juillet 1806 | Guerre de la troisième coalition Batailles de la Troisième Coalition                                | Empire français Royaume d'Italie Suisse Royaume d'Espagne Royaume d'Étrurie Royaume de Bavière Royaume de Wurtemberg | Troisième Coalition : Royaume de Grande-Bretagne Empire d'Autriche Empire russe République des Sept-Îles Royaume de Suède Royaume de Sicile Royaume de Naples | Italie, Bavière, Autriche, Moravie Océan Atlantique, Mer Méditerranée, Mer Tyrrhénienne   | Victoire française Traité de Presbourg                                     |
| 31 octobre 1805 | 6 janvier 1810  | Guerre franco-suédoise                                                                              | Empire français | Suède | Poméranie suédoise                                                                        | Victoire française traité de Paris                                         |
| 8 février 1806  | 18 juillet 1806 | Invasion de Naples                                                                                  | Empire français | Royaume de Naples | Royaume de Naples                                                                         | Victoire française                                                         |
| 1806            | 1807            | Guerre de la Quatrième Coalition Batailles de la Quatrième Coalition                                | Empire français Royaume d'Italie Royaume de Naples Suisse Royaume de Hollande Confédération du Rhin Royaume de Bavière Royaume de Wurtemberg Grand-duché de Bade Grand-duché de Berg Grand-duché de Hesse Grand-duché de Wurtzbourg Espagne Royaume d'Étrurie                                                                                                | Quatrième Coalition : Empire russe République des Sept-Îles Royaume de Prusse Royaume-Uni de Grande-Bretagne et d'Irlande Royaume de Suède Duché de Brunswick-Lunebourg Royaume de Saxe Royaume de Sicile | Dalmatie, Allemagne, Pologne Au large du Cap Vert, au large d’Hispaniola, Río de la Plata | Victoire française Traité de Tilsit                                        |
| 1807            | 1814            | Guerre d'indépendance espagnole                                                                     | Empire français Royaume d'Italie Royaume de Hollande Royaume d'Espagne Duché de Varsovie Confédération du Rhin | Royaume-Uni de Grande-Bretagne et d'Irlande Royaume de Portugal Espagne | Espagne et Portugal                                                                       | Victoire de la Coalition                                                   |
| 8 Avril 1809    | décembre 1809   | Rébellion du Tyrol                                                                                  | Empire français | Tyrol | Tyrol                                                                                     | Victoire française                                                         |
| 10 avril 1809   | 14 octobre 1809 | Guerre de la cinquième coalition Batailles de la Cinquième Coalition                                | Empire français Royaume d'Italie Duché de Varsovie République des Sept-Îles Royaume de Naples Confédération suisse Royaume de Hollande Confédération du Rhin Royaume de Bavière Royaume de Saxe Royaume de Westphalie Royaume de Wurtemberg Grand-duché de Bade Grand-duché de Berg Grand-duché de Hesse Grand-duché de Wurtzbourg                           | Cinquième Coalition : Monarchie de Habsbourg Royaume-Uni de Grande-Bretagne et d'Irlande Royaume de Sicile Royaume de Sardaigne | Allemagne, Autriche, Italie, Pologne, Martinique, Île Maurice Océan Atlantique            | Victoire française Traité de Schönbrunn Annexion des provinces illyriennes |
| 1812            | 1814            | Guerre de la Sixième Coalition Batailles de la Sixième Coalition Batailles de la campagne de Russie | Empire français République des Sept-Îles Royaume d'Italie Duché de Varsovie Royaume de Naples Suisse Royaume d'Espagne Confédération du Rhin Royaume de Bavière Royaume de Saxe Royaume de Westphalie Royaume de Wurtemberg Grand-duché de Bade Grand-duché de Berg Grand-duché de Hesse Grand-duché de Francfort Grand-duché de Wurtzbourg Danemark-Norvège | Sixième Coalition : Empire d'Autriche Empire russe Royaume de Prusse Royaume-Uni de Grande-Bretagne et d'Irlande Royaume de Portugal Royaume de Suède Royaume de Sicile | Russie, Allemagne, France                                                                 | Victoire de la Coalition Congrès de Vienne                                 |
| 10 mars 1815    | 8 juillet 1815  | Guerre de la Septième Coalition Batailles de la Septième Coalition                                  | Empire français (Cent-Jours) Royaume de Naples | Septième Coalition : Confédération germanique Royaume de Prusse Empire d'Autriche Royaume-Uni de Grande-Bretagne et d'Irlande République des Îles Ioniennes Empire russe Suède-Norvège Royaume uni des Pays-Bas Royaume d'Espagne Royaume de Portugal Royaume de Sardaigne Grand-duché de Toscane Royaume de Sicile Vendéens | Belgique, Italie, France                                                                  | Victoire de la Coalition Congrès de Vienne Traité de Paris                 |

## 1815 – 1848:Royaume de France

### 1815 - 1830:Restauration
| Début        | Fin        | Nom du conflit                      | Belligérants                                                                                      | Belligérants | Lieu                                  | Issue                                                        |
| Début        | Fin        | Nom du conflit                      | Alliés (y compris la France)                                                                      | Ennemis | Lieu                                  | Issue                                                        |
| ------------ | ---------- | ----------------------------------- | ------------------------------------------------------------------------------------------------- | --- | ------------------------------------- | ------------------------------------------------------------ |
| 1821         | 1830       | Guerre d'indépendance grecque       | Révolutionnaires grecs Royaume de France Royaume-Uni de Grande-Bretagne et d'Irlande Empire russe | Empire ottoman Égypte Tunisie Régence d'Alger | Grèce, Balkans, Mer Égée              | Création du royaume de Grèce Autonomie de Samos              |
| avril 1823   | avril 1823 | Expédition d'Espagne                | Royaume de France Espagnols conservateurs                                                         | Espagnols libéraux | Espagne                               | Victoire française et conservatrice                          |
| 1825         | 1825       | Guerre entre la France et le Trarza | Royaume de France                                                                                 | Émirat de Trarza | Waalo, nord-ouest de l’actuel Sénégal | victoire française                                           |
| 14 juin 1830 | 7 mai 1902 | Conquête de l'Algérie               | Royaume de France puis · Royaume de France puis · Empire français puis · République française     | Régence d'Alger État d'Abd el Kader Royaume des Aït Abbas Tribus de la Kabylie Sultanats du Sahara Tribus des Aurès Confédération touarègue des Kel Ahaggar | Algérie                               | Victoire française L'Algérie devient un territoire français. |

### 1830 - 1848:Monarchie de juillet
| Début             | Fin               | Nom du conflit                           | Belligérants                                                  | Belligérants                             | Lieu               | Issue |
| Début             | Fin               | Nom du conflit                           | Alliés (y compris la France)                                  | Ennemis                                  | Lieu               | Issue |
| ----------------- | ----------------- | ---------------------------------------- | ------------------------------------------------------------- | ---------------------------------------- | ------------------ | --- |
| 25 août 1830      | 14 juillet 1831   | Révolution belge                         | Royaume de France Royaume de Belgique                         | Royaume uni des Pays-Bas                 | Pays-Bas, Belgique | Victoire franco-belge La Belgique devient indépendante. |
| 27 novembre 1838  | 9 mars 1839       | Guerre des Pâtisseries                   | Royaume de France                                             | République mexicaine République du Texas | Mexique            | Victoire française |
| 10 mars 1839      | 8 octobre 1851    | Grande Guerre                            | Royaume de France Rebelles colorados                          | Gouvernement blanco                      | Uruguay            | Victoire française |
| 6 août 1844       | 10 septembre 1844 | Guerre franco-marocaine                  | Royaume de France                                             | Maroc                                    | Maroc              | Victoire française Traité de Tanger. |
| 1844              | 1847              | Guerre franco-tahitienne                 | Royaume de France                                             | Royaume de Tahiti                        | Tahiti             | Victoire française |
| 18 septembre 1845 | 1850              | Blocus anglo-français du Río de la Plata | Royaume de France Royaume-Uni de Grande-Bretagne et d'Irlande | Argentine                                | Bassin de la Plata | - Victoire militaire franco-britannique - Victoire politique argentine - Traité Arana-Southern et reconnaissance de la souveraineté argentine sur ses eaux intérieures |
| avril 1847        | avril 1847        | Affrontement avec le Viêt Nam            | Royaume de France                                             | Dynastie Nguyễn                          | Viêt Nam           | Victoire française |

## 1848 - 1852:Deuxième République
| Début         | Fin              | Nom du conflit                | Belligérants                 | Belligérants       | Lieu   | Issue                                                                            |
| Début         | Fin              | Nom du conflit                | Alliés (y compris la France) | Ennemis            | Lieu   | Issue                                                                            |
| ------------- | ---------------- | ----------------------------- | ---------------------------- | ------------------ | ------ | -------------------------------------------------------------------------------- |
| 16 avril 1849 | 4 juillet 1849   | L'expédition de Rome          | Deuxième République          | République romaine | Italie | Victoire, fin de la République romaine La restauration du pouvoir ecclésiastique |
| 22 août 1849  | 5 septembre 1849 | Invasion française d'Honolulu | Deuxième République          | Royaume d'Hawaï    | Hawaï  | Victoire                                                                         |

## 1852 – 1870:Second Empire
| Début              | Fin              | Nom du conflit                                     | Belligérants                                                                                    | Belligérants | Lieu                                                                          | Issue |
| Début              | Fin              | Nom du conflit                                     | Alliés (y compris la France)                                                                    | Ennemis | Lieu                                                                          | Issue |
| ------------------ | ---------------- | -------------------------------------------------- | ----------------------------------------------------------------------------------------------- | --- | ----------------------------------------------------------------------------- | --- |
| 4 octobre 1853     | 30 mars 1856     | Guerre de Crimée                                   | Empire français Royaume-Uni de Grande-Bretagne et d'Irlande Empire ottoman Royaume de Sardaigne | Empire russe | Autour de la mer Noire, golfe de Botnie et golfe de Finlande (guerre d'Åland) | Victoire des coalisés Traité de Paris |
| octobre 1856       | octobre 1860     | Seconde guerre de l'opium                          | Empire français Royaume-Uni de Grande-Bretagne et d'Irlande États-Unis                          | Empire de Chine | Chine                                                                         | Victoire occidentale Traité de Tianjin |
| 24 mai 1857        | 15 juillet 1857  | Campagne de Kabylie                                | Second Empire Tribus kabyles pro-française                                                      | Tribus kabyles anti-française                                                                                          | Kabylie                                                                       | Victoire française Maintien de la Kabylie au sein de l'Algérie française                                                                                                  |
| 1er septembre 1858 | 5 juin 1862      | Campagne de Cochinchine                            | Empire français Royaume d'Espagne                                                               | Empire d'Annam | Cochinchine (sud de l'actuel Viêt Nam)                                        | Victoire franco-espagnole La Cochinchine devient une colonie française.                                                                                                   |
| 26 avril 1859      | 12 juillet 1859  | Campagne d’Italie                                  | Empire français Royaume de Sardaigne                                                            | Empire d'Autriche | Lombardie, Vénétie                                                            | Victoire des franco-sardes Traité de Zurich Traité de Turin Annexion de la Savoie et de Nice                                                                              |
| 8 décembre 1861    | 12 mars 1867     | Intervention au Mexique                            | Empire français Empire mexicain                                                                 | États-Unis mexicains                                                                                                   | Mexique                                                                       | Victoire mexicaine, retrait des troupes françaises et fin du second empire mexicain imposé par la France et les Mexicains conservateurs.                                  |
| 11 octobre 1866    | 12 novembre 1866 | Expédition en Corée                                | Empire français                                                                                 | Dynastie Joseon | Corée                                                                         | Retrait des troupes françaises après le coup de main réussi, bien que les Coréens présentassent ce repli comme une victoire. Renforcement de l'isolationnisme de la Corée |
| 19 juillet 1870    | 29 janvier 1871  | Guerre franco-allemande (Guerre franco-prussienne) | Empire français puis · République française                                                     | Confédération de l'Allemagne du Nord Grand-duché de Bade Royaume de Wurtemberg Royaume de Bavière Grand-duché de Hesse | France, Allemagne                                                             | Victoire allemande Traité de Francfort Proclamation de l'Empire allemand Chute de l'Empire français                                                                       |

## 1870 – 1940:Troisième République
| Début              | Fin              | Nom du conflit                              | Belligérants | Belligérants | Lieu | Issue |
| Début              | Fin              | Nom du conflit                              | Alliés (y compris la France) | Ennemis | Lieu | Issue |
| ------------------ | ---------------- | ------------------------------------------- | --- | --- | --- | --- |
| 1871               | 1872             | Révolte de Mokrani                          | France | Mokrani Confrérie de la Rahmaniyya Tribus kabyles Paysans algériens | Algérie française | Victoire française maintien de la souveraineté française en Algérie française |
| 28 avril 1881      | 28 octobre 1881  | Conquête de la Tunisie                      | France | Tunisie | Tunisie | Victoire française La Tunisie devient un protectorat français. |
| septembre 1881     | juin 1884        | Guerre franco-chinoise Expédition du Tonkin | France | Empire de Chine Pavillons noirs Empire d'Annam | Chine, Taiwan et Viêt Nam | Victoire française Le Tonkin et l'Annam deviennent des protectorats français. |
| 21 février 1882    | mars 1886        | Première guerre mandingue                   | France | Empire wassoulou | Afrique de l'ouest | Victoire française |
| mai 1883           | décembre 1885    | Première guerre franco-malgache             | France | Royaume de Madagascar | Madagascar | Victoire française Madagascar devient un protectorat français. |
| 21 février 1890    | 4 octobre 1890   | Première Guerre du Dahomey                  | France Royaume de Porto-Novo | Royaume de Dahomey | Dahomey (actuel Bénin) | Victoire française Protectorat français du Dahomey |
| 10 mars 1891       | 1895             | Seconde guerre mandingue (en)               | France | Empire wassoulou | Afrique de l'ouest | Victoire française |
| 4 juillet 1892     | 15 janvier 1894  | Seconde Guerre du Dahomey                   | France | Royaume de Dahomey | Dahomey (actuel Bénin) | Victoire française Annexion du Dahomey |
| 1893               | 1893             | Guerre franco-siamoise                      | France | Siam | Indochine française, Siam | Victoire française Le Laos devient un protectorat français. |
| 1894               | 1895             | Seconde guerre franco-malgache              | France | Royaume de Madagascar | Madagascar | Victoire française Madagascar est annexée par la France. |
| 15 mai 1895        | 1 décembre 1900  | Contesté franco-brésilien                   | France | Brésil | Amapa | Indécise maintien du Statu Quo |
| Avril 1897         | 1898             | Troisième guerre mandingue (en)             | France | Empire wassoulou | Afrique de l'ouest | Victoire Française |
| 2 novembre 1899    | 7 septembre 1901 | Révolte des Boxers                          | Alliance des huit nations : France Empire du Japon Empire russe Royaume-Uni de Grande-Bretagne et d'Irlande États-Unis Empire allemand Royaume d'Italie Autriche-Hongrie | Boxers Empire de Chine | Chine | Victoire de l'Alliance. Protocole de paix Boxer. Discrédit de la dynastie Qing |
| 1906               | 1912             | Guerre du Ouaddaï                           | France | Royaume du Ouaddaï | Tchad et Soudan | Victoire française Territoire du Tchad est annexée par la France. |
| 7 août 1907        | 1937             | Campagne du Maroc                           | France Sultanat du Maroc Espagne | Rebelles marocains | Maroc | Victoire française Mise en place d'un protectorat français au Maroc |
| 28 juillet 1914    | 11 novembre 1918 | Première Guerre mondiale (Grande Guerre)    | Triple-Entente : Royaume de Serbie (à partir du 28 juillet 1914) Empire russe puis RSFS de Russie (du 1er août 1914 au 3 mars 1918) France (à partir du 3 août 1914) Belgique (à partir du 4 août 1914) Luxembourg (à partir du 4 août 1914) Royaume-Uni de Grande-Bretagne et d'Irlande (à partir du 4 août 1914) Royaume du Monténégro (à partir du 5 août 1914) Empire du Japon (à partir du 23 août 1914) Royaume d'Italie (à partir du 23 mai 1915) Royaume de Roumanie (à partir du 27 août 1916) États-Unis (à partir du 6 avril 1917) Portugal (à partir du 9 mars 1916) Royaume de Grèce (à partir du 2 juillet 1917) Et autres... | Triple-Alliance : Autriche-Hongrie (à partir du 28 juillet 1914) Empire allemand (à partir du 1er août 1914) Empire ottoman (à partir du 2 novembre 1914) Royaume de Bulgarie (à partir d'octobre 1915)                                                                                               | Europe, Afrique, Moyen-Orient, Chine, Océanie Océan Pacifique, Océan Atlantique                                                   | Victoire de la Triple-Entente Traité de Brest-Litovsk (1918) Traité de Versailles (1919) Traité de Saint-Germain-en-Laye (1919) Traité de Neuilly (1919) Traité de Trianon (1920) Traité de Sèvres (1920)                                                                         |
| novembre 1917      | juin 1923        | Guerre civile russe                         | Intervention alliée pendant la guerre civile russe | Empire russe République russe (en 1917) URSS (1922-1923) | ancien Empire russe, Mongolie | Retraite des Alliés Victoire des bolcheviks |
| décembre 1918      | octobre 1921     | Campagne de Cilicie                         | France | Mouvement national turc | Asie mineure | Victoire turque Traité de Lausanne (1923) |
| 14 février 1919    | 18 mars 1921     | Guerre soviéto-polonaise                    | Pologne France Royaume-Uni | URSS | Europe orientale | Victoire des alliés Paix de Riga (1921) |
| novembre 1919      | mars 1920        | Guerre hongro-roumaine                      | Royaume de Roumanie France | République des conseils de Hongrie | Hongrie | Victoire franco-roumaine Terreur blanche en Hongrie |
| mars 1920          | juillet 1920     | Guerre franco-syrienne                      | France | Royaume arabe de Syrie | Syrie | Victoire Française |
| 1921               | 1926             | Guerre du Rif                               | Espagne France (à partir de 1925) | République du Rif | Nord du Maroc | Victoire franco-espagnole Dissolution de la République du Rif Exil d'Abdelkrim El Khattabi |
| 1925               | 1927             | Grande révolte syrienne                     | Syrie française | Rebelles druzes | Syrie et Liban | Victoire Française |
| 10 février 1930    | 10 février 1930  | Mutinerie de Yên Bái                        | France | Việt Nam Quốc Dân Đảng | Yên Bái, protectorat du Tonkin (Nord du Viêt Nam actuel)                                                                          | Victoire Française Révolte écrasée Le VNQDĐ entre en déclin |
| 1er septembre 1939 | 7 décembre 1945  | Seconde Guerre mondiale                     | Alliés : Pologne (à partir du 1er septembre 1939) France (du 3 septembre 1939 au 22 juin 1940) puis France libre Royaume-Uni (à partir du 3 septembre 1939) Australie (à partir du 3 septembre 1939) Nouvelle-Zélande (à partir du 3 septembre 1939) Union d'Afrique du Sud (à partir du 6 septembre 1939) Canada (à partir du 10 septembre 1939) Danemark (à partir du 9 avril 1940) Norvège (à partir du 9 avril 1940) Pays-Bas (à partir du 10 mai 1940) Belgique (à partir du 10 mai 1940) Luxembourg (à partir du 10 mai 1940) Royaume de Grèce (à partir du 28 octobre 1940) Royaume de Yougoslavie (à partir du 6 avril 1941) Union soviétique (à partir du 22 juin 1941) États-Unis (à partir du 8 décembre 1941) République de Chine (à partir de 1937) Brésil (à partir du 22 août 1942) Et autres... | Axe : Reich allemand Empire du Japon Royaume d'Italie (jusqu'en 1943) Royaume de Hongrie (de 1940 à 1945) Royaume de Roumanie (de 1940 à 1944) Royaume de Bulgarie (de 1941 à 1944) Finlande (de 1941 à 1944) État indépendant de Croatie (de 1941 à 1945) Thaïlande République slovaque Et autres... | Europe, Océan Pacifique, Asie, Moyen-Orient, Mer Méditerranée, Océan Atlantique, Afrique, Océanie, Océan Indien, Amérique du Nord | Victoire des Alliés Chute du Troisième Reich Occupation de l'Allemagne et du Japon par les Alliés Création de l'ONU Début du processus de décolonisation Émergence des États-Unis et de URSS en tant que superpuissances Bipolarisation, menant vers le début de la Guerre froide |

## 1940-1944:France de Vichy
| Début        | Fin        | Nom du conflit             | Belligérants                 | Belligérants | Lieu                | Issue |
| Début        | Fin        | Nom du conflit             | Alliés (y compris la France) | Ennemis      | Lieu                | Issue |
| ------------ | ---------- | -------------------------- | ---------------------------- | ------------ | ------------------- | --- |
| octobre 1940 | 9 mai 1941 | Guerre Franco-Thailaïdaise | État français                | Thaïlande    | Indochine française | Indécise Victoire militaire française Armistice après médiation du Japon aboutissant à la cession de territoires par la France à la Thaïlande |

## 1944-1946:Gouvernement Provisoire de la République française
| Début             | Fin          | Nom du conflit                      | Belligérants                 | Belligérants                                   | Lieu                | Issue |
| Début             | Fin          | Nom du conflit                      | Alliés (y compris la France) | Ennemis                                        | Lieu                | Issue |
| ----------------- | ------------ | ----------------------------------- | ---------------------------- | ---------------------------------------------- | ------------------- | --- |
| 8 mai 1945        | 26 juin 1945 | Insurrection constantinoise de 1945 | France                       | rebelles indépendantistes algériens États-Unis | Constantinois nord  | victoire militaire français maintien de l'intégrité territoriale de l'Algérie française et de la France              |
| 19 mai 1945       | 2 juin 1945  | Insurrection syrienne de 1945       | France                       | rebelle syrien Royaume-Uni                     | Syrie               | victoire militaire français défaite politique Crise diplomatique franco-britannique de 1945 Indépendance de la Syrie |
| 23 Septembre 1945 | 1946         | Reconquête de l'Indochine           | France Royaume-Uni           | Viêt Minh                                      | Indochine française | Victoire française Restauration de la souveraineté française                                                         |

## 1946 – 1958:Quatrième République
| Début             | Fin              | Nom du conflit         | Belligérants | Belligérants | Lieu                                               | Issue |
| Début             | Fin              | Nom du conflit         | Alliés (y compris la France) | Ennemis | Lieu                                               | Issue |
| ----------------- | ---------------- | ---------------------- | --- | --- | -------------------------------------------------- | --- |
| 19 décembre 1946  | 21 juillet 1954  | Guerre d'Indochine     | France État du Viêt Nam Protectorat français du Cambodge Protectorat français du Laos | Viêt Minh Pathet Lao Khmers issarak | Indochine française                                | Victoire vietminh Accords de Genève Fin de la fédération Indochinoise Division du Viêt Nam                   |
| 29 mars 1947      | novembre 1948    | Insurrection malgache  | France PADESM | MDRN | Madagascar                                         | Victoire française                                                                                           |
| 25 juin 1950      | 27 juillet 1953  | Guerre de Corée        | Commandement des Nations unies : Australie Belgique Canada Colombie Corée du Sud États-Unis Éthiopie France Royaume de Grèce Luxembourg Pays-Bas Nouvelle-Zélande Philippines Thaïlande Turquie Royaume-Uni Afrique du Sud | Corée du Nord Union soviétique Chine | Corée                                              | Armistice de Panmunjeom                                                                                      |
| 1er novembre 1954 | 7 septembre 1962 | Guerre d'Algérie       | France Mouvement pour la communauté (de 1961 à 1962) France | Front de libération national Mouvement national algérien Parti communiste algérien (de 1954 à 1956)OTAN Front Algérie française (de 1960 à 1961) Organisation armée secrète (de 1960 à 1962) | Algerie française , France métropolitaine, Tunisie | Indépendance de l’Algérie accords d’Évian                                                                    |
| 1955              | 1964             | Guerre du Cameroun     | France Cameroun | UPC | Cameroun                                           | Indépendance du Cameroun avec un régime allié à la France                                                    |
| 29 octobre 1956   | 7 novembre 1956  | Crise du canal de Suez | France Royaume-Uni Israël | Égypte | Sinaï, Canal de Suez                               | Victoire militaire des coalisés Victoire diplomatique de l'Égypte                                            |
| 23 octobre 1957   | 2 avril 1958     | Guerre d'Ifni          | France Espagne | Maroc | Ifni, Cap Juby, Sahara occidental et Souss         | Victoire française Maintien de la souveraineté territoriale de la Mauritanie française et du Sahara français |